# Симфонічний оркестр Угорського радіо
Симфонічний оркестр Угорського радіо (угор. Magyar Rádió Szimfonikus Zenekar) – угорський симфонічний радіоансамбль, що базується в Будапешті. Для зарубіжних виступів і записів в останні роки використовує альтернативну назву Будапештський симфонічний оркестр (англ. Budapest Symphony Orchestra).
Роком заснування оркестру вважається 1945-й, хоча безпосередній попередник колективу, що включав 30 музикантів, був заснований Ернстом фон Донаньї в 1943 році. Після закінчення Другої світової війни керувати радіооркестром призначили Яноша Ференчіка, а склад розширили до 50 виконавців. У 1952 р. керівником оркестру став Ласло Шомодь. Протягом усього цього часу однією з ключових фігур в оркестрі був також другий диригент Тібор Полгар, який працював на Угорському радіо з 1925 року. Однак після Угорських подій 1956 р. Шомодь, Полгар та деякі інші музиканти покинули країну.
У 1950-80-і рр. оркестр Угорського радіо був відомий, зокрема, активною співпрацею з новітніми угорськими композиторами (218 прем'єр 58 композиторів). Надалі акценти дещо змістилися. Найбільш помітною сторінкою в історії оркестру останніх років є заснований ним у 2006 році Будапештський Вагнерівський фестиваль, яким керує Адам Фішер.